# Coppa dei Campioni di calcio da tavolo

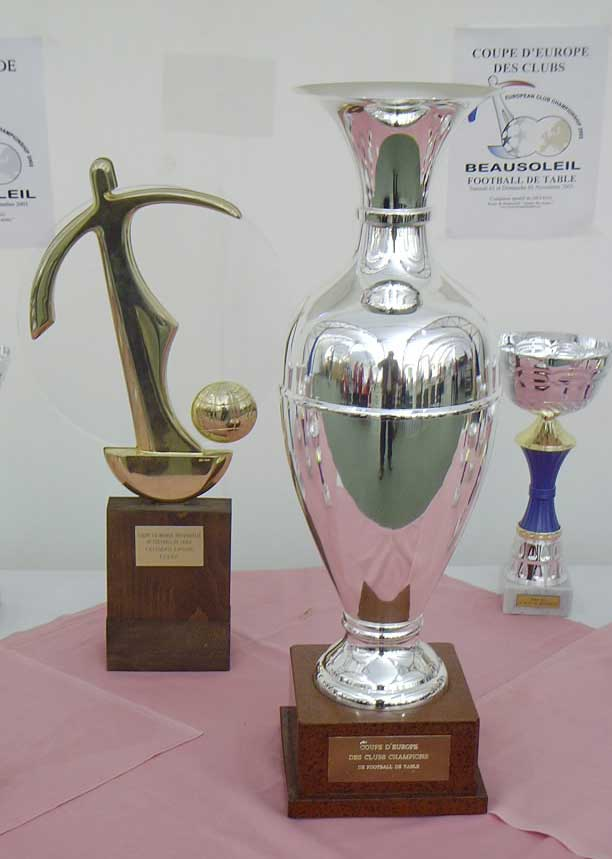
La Coppa dei Campioni di Calcio da Tavolo

La Coppa dei Campioni di calcio da tavolo  (Europe Cup) nasce nel 1993 per volere della neonata federazione internazionale F.I.S.T.F., con lo scopo di mettere a confronto le prime 2 squadre classificate dei campionati nazionali europei. Un primo tentativo di realizzare una manifestazione con questa formula venne fatto dall'E.T.F. già nel 1985, con l'organizzazione a Spa, in Belgio, del Trofeo "Paul Outmans". Questa gara fu vinta dai francesi del SC Aubervilliers, la stessa gara si ripeté anche nel 1987 a Parigi, dove vinsero i belgi del Goldfingers Cornesse. La prima edizione della Coppa dei Campioni venne ospitata a Milano dal T.S.C. Stella Artois Milano, che prese parte alla competizione in qualità di club ospitante. La formula della manifestazione è rimasta invariata negli anni, vede un primo turno a gironi ed una seconda fase ad eliminazione diretta che porta sino alla finale per il titolo. I singoli incontri sono disputati da 4 giocatori per ciascuna squadra, la singola vittoria vale 1 punto ed il pareggio e la sconfitta 0, ogni partita dura 2 tempi di 15 minuti ciascuno. Vince la squadra che totalizza più punti, in caso di parità nella fase ad eliminazione diretta si dà priorità alla differenza reti, in caso di ulteriore parità si procede alla disputa di un tempo supplementare di 10 minuti dove vince la squadra che per prima realizza una rete valida. In caso di ulteriore parità si procede a fare eseguire i “tiri piazzati” (i rigori del Calcio da tavolo) su tutti e quattro i campi. Tra il primo ed il secondo tempo di ogni match è possibile sostituire una solo giocatore per squadra. Dal 1997 l'accesso alla manifestazione è stato esteso anche ai primi 10 club del ranking internazionale, con la limitazione di non più di 3 nazione. Il record di partecipazioni a questa manifestazione lo detiene il club belga dell'A.S. Hennuyer, presente a 17 delle 20 edizioni disputate. Il club italiano più presente è il T.S.C. Stella Artois Milano, con 15 partecipazioni (1 vittoria e 6 semifinali per i meneghini), segue l'A.C.S. Perugia con 14 ed il C.C.T. Eagles Napoli con 11. Il record assoluto di finali disputate appartiene agli austriaci del T.F.C. Mattersburg, che ne hanno disputate 7 (con 3 vittorie), mentre il record di trofei in bacheca è condiviso tra gli italiani del C.C.T. Black & Blue Pisa e gli austriaci del T.F.C. Mattersburg che ne hanno vinti 3 ciascuno. L'Italia ha, inoltre, il record di finali disputate, i suoi club hanno raggiunto "l'atto finale" per 18 volte, contro le 9 del Belgio. Record di partecipazioni ancora per l'Italia con 16 club, segue la Francia con 12. Sono 6 i club italiani nell'albo d'oro della manifestazione: C.C.T. Black & Blue Pisa, A.C.S. Peugia, C.C.T. Eagles Napoli, Reggiana Subbuteo, T.S.C. Stella Artois Milano e Fiamme Azzurre Roma. L'Italia è stata finora l'unica nazione capace di piazzare in semifinale tutte e 4 quattro le squadre, accadde nell'edizione di Murcia 2005.

## Albo d'oro
| Coppa dei Campioni | Coppa dei Campioni                                    | Coppa dei Campioni                                    | Coppa dei Campioni                                    | Coppa dei Campioni                                    | Coppa dei Campioni                                    | Coppa dei Campioni |
| Anno               | Luogo                                                 | 1º classificato                                       | 2º classificato                                       | 3º classificato                                       | 4º classificato                                       |                    |
| ------------------ | ----------------------------------------------------- | ----------------------------------------------------- | ----------------------------------------------------- | ----------------------------------------------------- | ----------------------------------------------------- | ------------------ |
| 1993               | Milano Italia                                         | Goldfingers Cornesse Belgio                           | A.S. Hennuyer Belgio                                  | T.S.C. Stella Artois Milano Italia                    | Olympique Vitry Francia                               |                    |
| 1994               | Cornesse Belgio                                       | T.S.C. Stella Artois Milano Italia                    | Goldfingers Cornesse Belgio                           | S.M.V. Rotterdam Paesi Bassi                          | A.S. Hennuyer Belgio                                  |                    |
| 1995               | Vienna Austria                                        | Goldfingers Cornesse Belgio                           | G.D. Dias Ferreira Portogallo                         | F.T.C. Issy-les-Moulineaux Francia                    | A.S. Hennuyer Belgio                                  |                    |
| 1996               | Delft Paesi Bassi                                     | A.S. Hennuyer Belgio                                  | G.D. Dias Ferreira Portogallo                         | S.C. Charleroi Belgio                                 | F.T.C. Issy-les-Moulineaux Francia                    |                    |
| 1997               | South Queensferry Scozia                              | G.D. Dias Ferreira Portogallo                         | S.C. Charleroi Belgio                                 | A.S. Hennuyer Belgio                                  | Falcons Athens Grecia                                 |                    |
| 1998               | Dolo Italia                                           | S.C. Charleroi Belgio                                 | Falcons Athens Grecia                                 | T.S.C. Latina Italia                                  | Atlas T.F. Grecia                                     |                    |
| 1999               | Issy-les-Moulineaux Francia                           | S.C. Charleroi Belgio                                 | A.S. Hennuyer Belgio                                  | Stembert Belgio                                       | T.S.C. Stella Artois Milano Italia                    |                    |
| 2000               | Bologna Italia                                        | T.F.C. Mattersburg Austria                            | A.C.S. Perugia Italia                                 | S.C. Charleroi Belgio                                 | A.S. Hennuyer Belgio                                  |                    |
| 2001               | Kamen Germania                                        | T.F.C. Mattersburg Austria                            | C.C.T. Eagles Napoli Italia                           | A.C.S. Perugia Italia                                 | A.S. Hennuyer Belgio                                  |                    |
| 2002               | Gembloux Belgio                                       | A.C.S. Perugia Italia                                 | Reggiana Subbuteo Italia                              | C.C.T. Eagles Napoli Italia                           | A.S. Hennuyer Belgio                                  |                    |
| 2003               | Beausoleil Francia                                    | Reggiana Subbuteo Italia                              | C.C.T. Eagles Napoli Italia                           | A.C.S. Perugia Italia                                 | A.S. Hennuyer Belgio                                  |                    |
| 2004               | Vienna Austria                                        | T.F.C. Mattersburg Austria                            | A.C.S. Perugia Italia                                 | S.C. Charleroi Belgio                                 | T.S.C. Stella Artois Milano Italia                    |                    |
| 2005               | Murcia Spagna                                         | A.C.S. Perugia Italia                                 | Reggiana Subbuteo Italia                              | C.C.T. Eagles Napoli Italia                           | T.S.C. Stella Artois Milano Italia                    |                    |
| 2006               | Almada Portogallo                                     | C.C.T. Eagles Napoli Italia                           | A.C.S. Perugia Italia                                 | S.C. Charleroi Belgio                                 | A.S. Hennuyer Belgio                                  |                    |
| 2007               | Atene Grecia                                          | C.C.T. Black & Blue Pisa Italia                       | T.F.C. Mattersburg Austria                            | San Siro Worthing 5 Star Inghilterra                  | T.S.C. Stella Artois Milano Italia                    |                    |
| 2008               | Manchester Inghilterra                                | C.C.T. Black & Blue Pisa Italia                       | Real Murcia CF Spagna                                 | Bologna Tigers Subbuteo Italia                        | Stembert Belgio                                       |                    |
| 2009               | Tournai Belgio                                        | C.C.T. Eagles Napoli Italia                           | T.F.C. Mattersburg Austria                            | C.C.T. Black & Blue Pisa Italia                       | Reggiana Subbuteo Italia                              |                    |
| 2010               | Mattersburg Austria                                   | F.lli Bari Reggio Emilia Italia                       | T.F.C. Mattersburg Austria                            | C.C.T. Black & Blue Pisa Italia                       | A.C.S. Perugia Italia                                 |                    |
| 2011               | Nova Gorica Slovenia                                  | C.C.T. Black & Blue Pisa Italia                       | T.F.C. Mattersburg Austria                            | T.S.C. Stella Artois Milano Italia                    | A.C.S. Perugia Italia                                 |                    |
| 2012               | Atene Grecia                                          | Fiamme Azzurre Roma Italia                            | Atlas T.F. Grecia                                     | F.lli Bari Reggio Emilia Italia                       | Stembert Belgio                                       |                    |
| 2013               | Napoli Italia                                         | F.lli Bari Reggio Emilia Italia                       | C.C.T. Black & Blue Pisa Italia                       | S.C. Fiamme Azzurre Roma Italia                       | CCT Eagles Napoli Italia                              |                    |
| 2014               | Frameries Belgio                                      | C.C.T. Eagles Napoli Italia                           | S.C. Charleroi Belgio                                 | S.C. Valletta Malta                                   | ASD F.LLI Bari Reggio Emilia Italia                   |                    |
| 2015               | Frameries Belgio                                      | F.lli Bari Reggio Emilia Italia                       | S.C. Fiamme Azzurre Roma Italia                       | C.C.T. Black & Blue Pisa Italia                       | S.C. Charleroi Belgio                                 |                    |
| 2016               | Roma Italia                                           | F.lli Bari Reggio Emilia Italia                       | S.C. Fiamme Azzurre Roma Italia                       | C.C.T. Black & Blue Pisa Italia                       | T.F.C. Mattersburg Austria                            |                    |
| 2017               | Rochefort Belgio                                      | F.lli Bari Reggio Emilia Italia                       | S.C. Fiamme Azzurre Roma Italia                       | S.C. Bologna Tigers Italia                            | T.S. Napoli Fighters Italia                           |                    |
| 2018               | Maiorca Spagna                                        | F.lli Bari Reggio Emilia Italia                       | T.S. Napoli Fighters Italia                           | Rochefort T.S. Belgio                                 | C.C.T. Eagles Napoli Italia                           |                    |
| 2019               | Caen Francia                                          | Fiamme Azzurre Roma Italia                            | S.C. Charleroi Belgio                                 | Rochefort T.S. Belgio                                 | T.S. Napoli Fighters Italia                           |                    |
| 2020               | Non disputata a causa della pandemia globale Covid 19 | Non disputata a causa della pandemia globale Covid 19 | Non disputata a causa della pandemia globale Covid 19 | Non disputata a causa della pandemia globale Covid 19 | Non disputata a causa della pandemia globale Covid 19 |                    |